# Tyske Orden (NSDAP)
 Ikke at forveksle med Den Tyske Orden.
NSDAP's Tyske orden (tysk: Deutscher Orden der NSDAP) var en udmærkelse i Det Tredje Rige. Ordenen blev indstiftet i 1942 af Adolf Hitler. Den blev første gang tildelt posthumt til Fritz Todt, der var omkommet i februar 1942.
Blandt de øvrige modtagere af ordenen var:
Reinhard Heydrich, Adolf Hühnlein, Viktor Lutze, Karl Hanke og Artur Axmann (rigsungdomsfører for Hitlerjugend i 1940–1945).
Udmærkelsen blev regnet for én af fornemste ordener i Nazi-Tyskland.
 Der er for få eller ingen kildehenvisninger i denne artikel, hvilket er et problem. Du kan hjælpe ved at angive troværdige kilder til de påstande, som fremføres i artiklen.